# ロ式B型
ロ式B型（ろしきびーがた）は、大日本帝国陸軍の要請によって帝国大学航空研究所（帝大航研）が設計、立川飛行機が制作した高高度研究機。立川での社内名称は「SS-1」。通常の試作機以上の「特秘」扱いに分類されていたため、キ番号は与えられていない。

## 経緯
陸軍が帝大航研に開発を命じた試作機のうち、ロ式B型は高高度飛行の研究を行う「研二」にあたる。計画は1938年（昭和13年）に開始され、亜成層圏機である第一次案と、成層圏機である第二次案の2つの研究を行うこととなった。第一次案には以下のような基礎項目が要求された。
- 乗員は操縦者2名、研究員3〜4名。
- 与圧気密室および周辺設備の完備。
- 高度8,000 mから10,000 mで5〜6時間の飛行が可能なこと。

これらの要求を満たすには、立川が生産していたロ式輸送機（ロッキード L-14 スーパーエレクトラのライセンス生産機）の改設計機が最適と判断され、機体の製造は立川が行うものとして1940年（昭和15年）春には木村秀政技師らによって基礎設計が開始された。なお、ロ式の「ロ」はロッキードの意である。設計は1941年（昭和16年）秋に完了していたが、与圧気密室の開発が難航したため開発期間は長引き、機体製造は第一次案に基づく一号機のほかに、11,000 m以上を常用高度とする第二次案に基づく二号機も並行して進められた。
一号機は1942年（昭和17年）7月に機体が完成。与圧艤装などの改修を経て1943年（昭和18年）8月に完成、9月に初飛行し、1944年（昭和19年）1月までに6回の実験飛行を行い、最大で高度9,000 mまで上昇した。二号機は一号機の実験結果をふまえて与圧艤装に改装を施して1944年夏に初飛行したが、有用な実験は行えぬまま終戦によって計画中止となった。
ロ式B型の実験によって得られた技術は、キ74やキ94などといった実用に向けた高高度機の開発に生かされている。

## 設計
ロ式B型の機体はロ式輸送機をベースとしており、胴体、エンジン、艤装が新設計のものとなっている。胴体はキ77長距離機と同様の段なし機首となり、機内には与圧キャビンを有していた。エンジンは一号機が三菱「瑞星」に二速過給器を組み込んだ「ハ102」、二号機は二速時におけるハ102の与圧高度を引き上げた「ハ102特」を装備した。
与圧艤装は、エンジンナセルの側面から外気を取り込みルーツ型圧縮機で圧縮し、自動調圧機によって適圧にする方式がとられていたが、亜成層圏を飛ぶ一号機では間に合ったものの、成層圏を飛ぶ二号機では与圧が不足したため、与圧キャビン内に液体酸素を放出して酸素不足を補う対策が取られていた。

## 諸元（一号機）
- 全長：11.76 m
- 全幅：19.96 m
- 全高：3.46 m
- 主翼面積：51.2 m2
- 自重：5,157 kg
- 全備重量：6,740 kg
- エンジン：三菱 ハ102 空冷複列星型14気筒二速過給機（公称一速1,055 hp、二速955 hp） 2基
- 最大速度：475 km/h
- 巡航速度：360 km/h
- 実用上昇限度：10,000 m
- 航続時間：5.6時間
- 乗員：6名